# Thadanius hoffstetteri
Thadanius hoffstetteri è un mammifero litopterno estinto, appartenente agli adiantidi. Visse nell'Oligocene superiore (circa 28 - 24 milioni di anni fa) e i suoi resti fossili sono stati ritrovati in Sudamerica.

## Descrizione
Noto solo per resti della mandibola e dei denti, questo animale doveva essere simile ad altri litopterni meglio conosciuti come Adiantoides e Adianthus, e come questi doveva essere un animale di piccole dimensioni, della taglia di un piccolo cane e di corporatura snella. Thadanius era caratterizzato da denti dalla corona moderatamente alta; i molari inferiori erano sprovvisti di cingula anteriori, mentre l'ipoconulide non era espanso come in altri adiantidi contemporanei (come Tricoelodus e Proadiantus) a formare un terzo lobo sul terzo molare. L'entoconide non raggiungeva l'apice dell'ipoconulide ma era connesso a una cresta ipoconulide-entoconide, cosicché era presente un entolofide rudimentale (soprattutto sul terzo molare inferiore). Non era presente alcun bacino sul terzo molare inferiore.

## Classificazione
Thadanius era un membro degli adiantidi (Adianthidae), un gruppo di litopterni di piccole dimensioni, estintisi nel corso del Miocene. In particolare, Thadanius sembrerebbe essere stato simile a Proadiantus e forse ancestrale rispetto a quest'ultimo, come anche a Tricoelodus. 
Thadanius venne descritto per la prima volta nel 1983, sulla base di resti fossili frammentari ritrovati nella zona di La Salla nella provincia di Loayza in Bolivia, in terreni risalenti all'Oligocene superiore. Il nome è un anagramma di Adianthus, il genere eponimo degli Adianthidae. 